# Henri Joseph Anastase Perrotin
Henri Joseph Anastase Perrotin (19 de desembre de 1845; 29 de febrer de 1904) fou un astrònom francès.

## Biografia
Al començament de la seva carrera, ell i Guillaume Bigourdan van ser assistents de Félix Tisserand a l'Observatori de Tolosa de Llenguadoc. Més endavant es convertiria en director de l'Observatori de Niça des de 1884 fins a la seva defunció en 1904.
Va realitzar observacions de Mart i va intentar determinar el període de rotació de Venus. També va calcular les pertorbacions en l'òrbita de l'asteroide (4) Vesta.
En la literatura de vegades es refereixen a ell com Henri Perrotin i unes altres com Joseph Perrotin encara que es tracta sempre de la mateixa persona. En el cas del Centre de Planetes Menors, els seus descobriments d'asteroides són atribuïts a "J. Perrotin".

### Honors

#### Epònims
- El cràter Perrotin en la superfície de Mart.
- L'asteroide (1515) Perrotin.

### Obituaris
- (en alemany ) AN 165 (1904) 253/254
- (en anglès) Obs 27 (1904) 176 The Observatory, Vol. 27, p. 175-182 (1904)